# Meriania crassiramis
Meriania crassiramis là một loài thực vật có hoa trong họ Mua. Loài này được (Naudin) Wurdack mô tả khoa học đầu tiên năm 1987.